# Wernickes encefalopati
Wernickes encefalopati er en akut tilstand der skyldes mangel på tiamin i hjernen; den ses oftest ses hos mennesker med langvarigt alkoholoverforbrug. Wernickes encefalopati optræder undertiden sammen med den kroniske tilstand Korsakoffs syndrom, der også skyldes tiaminmangel; sammen kaldes dette for Wernicke-Korsakoffs syndrom.
Navnet til trods er der ingen sammenhæng mellem Wernickes encefalopati og Wernickes område, der er det center i hjernen der styrer tale og sproglig forståelse. Begge er dog navngivet efter neurologen Carl Wernicke.[kilde mangler]

## Årsag
I den vestlige verden opstår Wernickes encefalopati typisk hos alkoholikere, dels fordi alkohol hæmmer tiamins effekt i kroppen, dels fordi denne gruppe ofte spiser utilstrækkeligt, da alkoholen dækker størstedelen af deres energibehov. Også misbrugere af amfetamin og methylphenidat er udsatte. På verdensplan kan Wernickes encefalopati også ses hos mennesker der af andre årsager får en utilstrækkelig kost, herunder mennesker udsat for hungersnød, samt patienter med anoreksi eller alvorlige, langvarige opkastninger. Endelig kan flere sygdomme resultere i tiaminmangel, herunder carcinomer, kronisk gastritis, Crohns sygdom, samt vedvarende opkastninger, især efter fedmekirurgi.
Tilstanden skyldes lædering af hjernevæv i corpora mammillaria, fornix, i den bagerste/midterste (dorsomediale) del af thalamus samt omkring 3. og 4. hulrum (ventrikel) i hjernestammen. Skaderne opstår på grund af tiaminmangel, undertiden forværret af samtidigt højt indtag af kulhydrat. Tiaminmanglen påvirker astrocytterne i centralnervesystemet og ender i en neuropati, der til sidst slår neuronerne ihjel. Dette fører til ændringer i deres optag af glutamat via ændringer i transportproteinerne EAAT1 og EAAT2, hvilket igen fører til exitotoxicitet – en tilstand hvor nervecellernes egen aktivitet skaber eller forværrer en lokal toksisk tilstand. Atter andre ændringer indbefatter GABA transportmolekylet GAT-3, et molekyle på gliacellerne kaldet GFAP, enzymet glutaminsyntetase og det vandledende protein aquaporin 4. Det skaber en acidose på grund af mælkesyre samt hjerneødem, oxidativt stress, inflammation og skade på den hvide substans.

## Symptomer
Wernickes encefalopati er præget af bevidsthedsforstyrrelser, konfusion (undertiden ledsaget af konfabulation), sløvhed og nedsat hukommelse, især korttidshukommelse. Der ses ikke sjældent en pludseligt indsættende nedsat koordinationsevne af arme og ben, lammelse af øjenmuskler og undertiden nystagmus, der er en karakteristisk, rykvis øjenbevægelse. Denne kombination – nedsat koordinationsevne, lammelse af øjenmuskler og mentale forandringer – kaldes undertiden the classical triad, eller triaden; ikke desto mindre er triaden kun dårligt anvendelig som diagnostisk værktøj, da den kun optræder præcis i denne form hos ca. 10% af patienter med Wernickes encefalopati.

## Undersøgelser
Blod- og vævsprøver vil nogle gange kunne vise en ophobning af pyruvat i væv og blod, om end det er de færreste alkoholikere der på denne måde viser tegn på Wernickes encefalopati; årsagen hertil er muligvis genetisk. Det er imidlertid ikke sjældent at de forkerte kostvaner, der har ført til tiaminmanglen, også viser sig ved unormale værdier for elektrolytter i blodprøven, ligesom en tilgrundliggende alkoholisme ofte vil give udslag i påvirkede levertal. Endelig er det ikke unormalt at patienten viser sig dehydreret eller har for lav kropstemperatur. Blodprøver anvendes sjældent til at stille diagnosen, da en forhøjet koncentration af pyruvat kan optræde ved flere andre sygdomme. Mere almindeligt foretages en øjenundersøgelse for at konstatere om der skulle være nystagmus eller lammelse af øjenmuskulaturen.
En obduktion vil kunne vise blødninger eller vævsdød i corpora mammillaria, fornix, dorsomedialt i thalamus samt omkring 3. og 4. ventrikel i hjernestammen.

## Behandling
Wernickes encefalopati skyldes tiaminmangel, hvorfor den akutte behandling er indgift af tiamin, gerne intravenøst, i store mængder. Det er normalt at give doser på 400 mg tiamin to gange dagligt i starten; når behandlingen viser sig at have positiv effekt skiftes der ofte til tabletter af 300 mg tre gange dagligt, indtil patienten atter indtager korrekt, varieret kost, således at tiamin kan optages naturligt herfra. Da store doser sukker, især glucose, har stor risiko for at fremprovokere encefalopati (hjernebetændelse) bør eventuel korrektion af blodsukker udskydes indtil efter indgift af tiamin.
Ubehandlet kan Wernickes encefalopati udvikle sig til Korsakoffs syndrom, koma eller medføre døden.

### Forebyggelse
Patienter, der er i risiko for at have tiaminmangel, kan gives en forebyggende dosis som pille eller intravenøs injektion.
Hvis ikke tilstanden opdages, og patienten gives en større dosis glucose, kan encefalopatien forværres markant. Tiaminindgift bruges derfor ofte liberalt for at forebygge denne komplikation.

## Prognose
Wernickes encefalopati er en akut livstruende tilstand, der kræver umiddelbar behandling. Prognosen afhænger af i hvor høj grad encefalopatien har udviklet sig; hvis behandling påbegyndes tidligt mindskes risikoen for at udvikle Korsakoffs syndrom og demenssymptomer. Symptomerne vil normalt aftage inden for det første døgn, herunder også eventuelle unormale øjenbevægelser. Hvis tilstanden får lov til at udvikle sig kan det derimod have alvorlige langvarige eller permanente følger, der kan betyde at patienten kræver livslang pleje.